# Грб Пакистана
Грб Пакистана је званични хералдички симбол Исламске Републике Пакистан. Грб је усвојен 1954. године.
Цели грб је зелене боје. На врху грба се налази полумесец и звезда, симбол ислама. У центру грба се налази штит на којем се налазе памук, јута, чај и пшеница. Око грба је цветни венац, а испод трака са натписом "ایمان ، اتحاد ، نظم" (Вера, Јединство, Дисциплина).